# Metropolitanstadt Florenz
Die Metropolitanstadt Florenz (italienisch Città Metropolitana di Firenze) ist eine Metropolitanstadt in der italienischen Region Toskana.
Die Metropolitanstadt Florenz besteht seit dem 1. Januar 2015 als Rechtsnachfolgerin der ehemaligen Provinz Florenz (italienisch Provincia di Firenze).
Sie hat 988.785 Einwohner (Stand 31. Dezember 2023) in 41 Gemeinden auf einer Fläche von 3.514 km². Hauptstadt ist Florenz.
Sie erstreckt sich über eine Höhenlage von ca. 25 m s.l.m. (Arno bei Camaioni) bis 1658 m s.l.m. (Monte Falco im Casentino).
Die Metropolitanstadt grenzt im Norden an die Emilia-Romagna, im Osten an die Provinz Arezzo, im Südosten an die Provinz Siena, im Südwesten an die Provinz Pisa und im Nordwesten an die Provinzen Lucca, Pistoia und Prato.

## Größte Gemeinden
(Einwohnerzahlen Stand 31. Dezember 2023)
| Gemeinde                    | Einwohner |
| --------------------------- | --------- |
| Florenz                     | 362.613   |
| Scandicci                   | 49.384    |
| Sesto Fiorentino            | 48.997    |
| Empoli                      | 49.113    |
| Campi Bisenzio              | 47.639    |
| Bagno a Ripoli              | 25.041    |
| Figline e Incisa Valdarno   | 23.197    |
| Fucecchio                   | 22.869    |
| Pontassieve                 | 20.171    |
| Lastra a Signa              | 19.712    |
| Signa                       | 19.013    |
| Borgo San Lorenzo           | 18.276    |
| Calenzano                   | 18.086    |
| Castelfiorentino            | 17.262    |
| San Casciano in Val di Pesa | 16.428    |
| Reggello                    | 16.536    |
| Certaldo                    | 15.604    |
| Vinci                       | 14.578    |
| Impruneta                   | 14.346    |
| Montelupo Fiorentino        | 14.296    |
| Fiesole                     | 13.813    |
| Greve in Chianti            | 13.357    |
| Montespertoli               | 13.186    |
| Scarperia e San Piero       | 11.957    |
| Barberino Tavarnelle        | 11.932    |
| Cerreto Guidi               | 10.727    |
| Barberino di Mugello        | 10.968    |

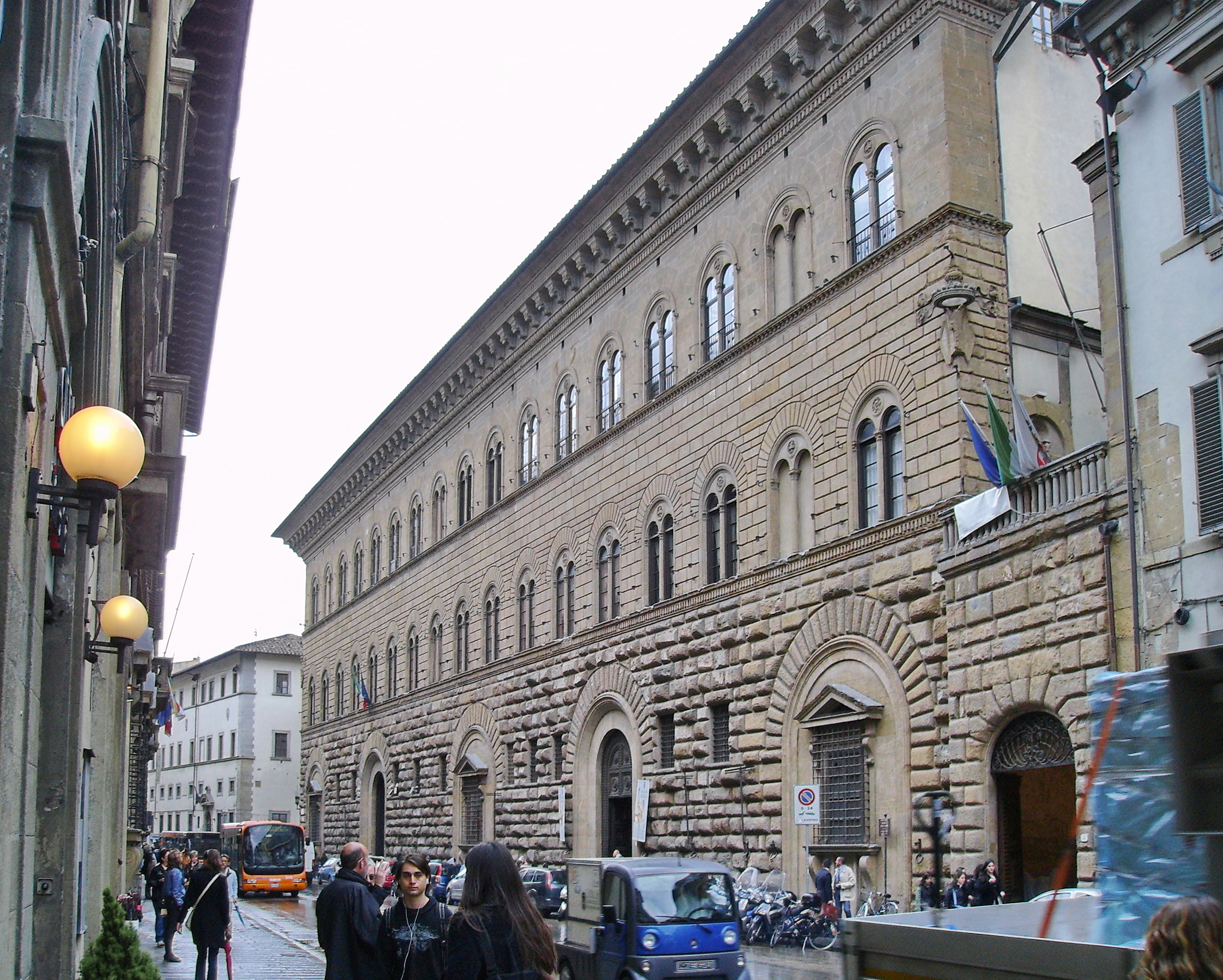
Florenz, Palazzo Medici Riccardi, Regierungssitz der Metropolitanstadt

Die Liste der Gemeinden in der Toskana beinhaltet alle Gemeinden der Metropolitanstadt mit Einwohnerzahlen.